# 次声波

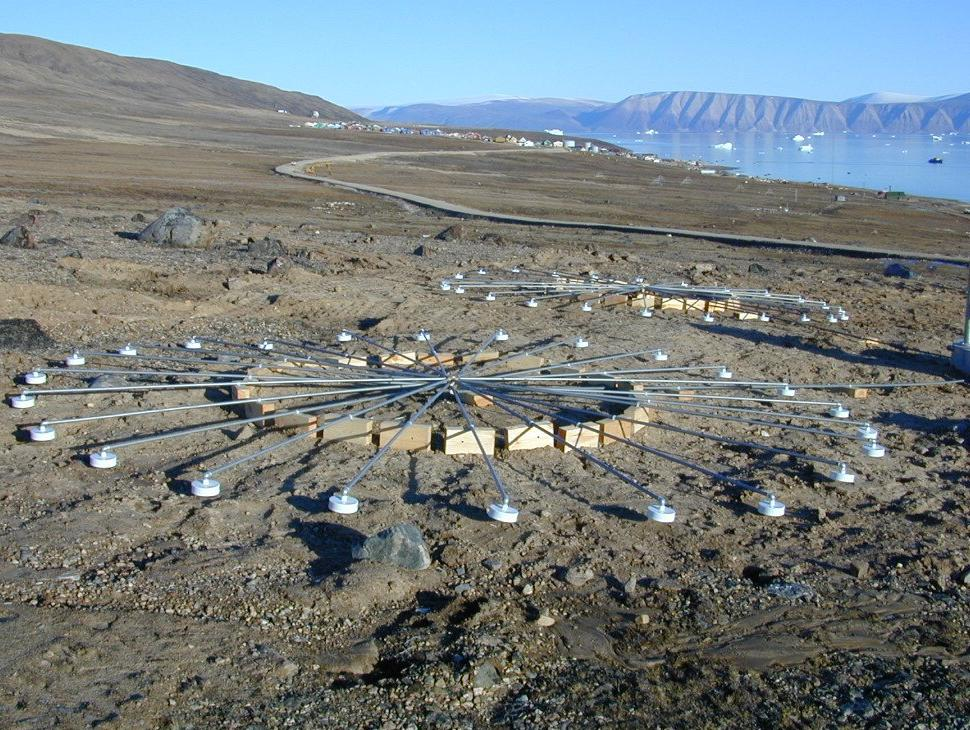
位於格陵蘭卡納克的次聲波監測站

次声波（英文：Infrasound）是指频率小于20Hz（赫兹），但是高于气候造成的气压变动的声波。人耳对次声波基本上没有感受，但是某些动物如象、长颈鹿和蓝鲸可以感受及使用次聲波作為通讯。尤其频率极低的次声波可以传播到非常远。在水下次声波的传播距离也非常远。
次声波不容易衰减，不易被水和空气吸收。次声波的波长往往很长，因此能绕开某些大型障碍物发生衍射。某些次声波能绕地球2至3周。

## 生理和心理作用
虽然人几乎无法听到次声波，但是通过其波压人可以感受到次声波。但是聽閾非常高，而且随频率同。此外身体可以感受到低频的、剧烈的震动。1960年代美国航空航天局进行的试验显示次声波的确可能引起胸腔震动、影響呼吸，並让人产生作呕、头疼和咳嗽等现象。进一步研究发现，特定频率的声波还可能引起眼球的震动，从而让视觉出现扭曲。由于这些声波能够移动小的物体和表面，甚至还可以让烛光诡异地闪烁不停，所以有时候我们碰上见鬼这一类的事，也有可能是次声波在作怪。
虽然始终有关于次声波伤害人体的传说，但是至今为止在实验中未能证明声压在170dB以下的次声波对听觉、平衡器官、肺脏或者其它内脏有任何破坏。在185~190dB左右人的耳膜会破裂，这个声压相当于半个标准大气压。
频率非常低、暴露时间非常长、而振动加速度非常高（波幅的加速度超过地球引力加速度）的次声波在一定情况下会导致内脏出血。
人感受到次声波（与一般的声波一样）会出现心理作用，尤其是精神不集中时。就风力发电机、嗡嗡声和风琴声等的作用有过非常激烈的讨论，但是至今为止未能证明无法感受到的次声波对人有任何影响。

## 声源

### 自然声源
低频波如地震、火山爆发、陨石坠落、极端的气候现象或者巨浪都可以在空气中导致次声波。这样的次声波可以传播数千公里。阵风和旋风也会产生次声波。

#### 焚风
阿尔卑斯山脉的焚風是一个非常强的次声波声源，其频率在0.01~0.1Hz之间。这个次声波对人體會否造成影响至今还在争议中。

### 人工声源
工业设施也会产生次声波。尤其是假如在封闭的房间里次声波形成駐波，由此导致建筑结构共振，会造成危害。
地面或地下爆炸、火箭发射的声音中也包含次声波的成分。这些次声波可以传播非常远，它们可以被用来确定爆炸或者火箭发射的地点或者方向。
超音速飞机在突破音障时的音爆中包含次声波的成分。
尤其是建筑密集的大城市也会产生次声波，这样的次声波不但会传播非常遠，而且局部会产生非常强烈的驻波。比如美国首都华盛顿在部分市区里有许多高建筑物，这些建筑物主要使用坚硬的石制表面，而且几乎所有的建筑均拥有非常强大的冷风装置。在夏季市内会产生波及非常广的次声波场，建筑之间的气流会互相影响产生低频共振。尤其在非常安静的夜晚大城市的低频声波在非常远的地方依然可以听得到，其次声波的成分的传播距离更加远。有人认为多年生活在这样的次声波场内会导致健康问题。
关于风力发电机产生的次声波是否有健康影响始终有争议，但是至今为止没有任何可以证明这个影响的数据。不过风力发电机也会产生可以听得见的、有生理作用的低频声波。

## 测量
要寻找次声波的声源有时很困难。波幅高的次声波往往会导致非线性效应，由此产生谐波，这样的谐波往往可以被听到，这简化寻找声源的过程。
人们使用气压探测器来探测和测量次声波，与气压表不同的是这样的探测器的反应速度高，能够测量非常小的压力变化。与麦克风的区别在于它们能够探测频率低达0.01~0.1Hz的声波。
对大气和海洋中的次声波的研究是一门比较新的学科。其应用范围包括确定核爆炸试验和船只的运动。

### 次声波监测网
全面禁止核试验条约签署后在全球建立了一个国际性的次声波监测网，这个监测网的目的在于任何在大气层内、水下或太空中进行的核爆炸不会被忽视。
这个监测网的数据也可以被用来探测和定向非核爆炸以及其它次声波声源。

## 参看
- 声波
- 超声波
- 波
- 頻率

## 外部連結
- Inframatics, an international infrasound monitoring organization （页面存档备份，存于）
- NOAA Infrasonics Program （页面存档备份，存于）
- US Army Space and Missile Defense Command Monitoring Research Program
- Los Alamos Infrasound Monitoring Laboratory
- Infrasonic and Acoustic-Gravity Waves Generated by the Mount Pinatubo Eruption of 15 June 1991 （页面存档备份，存于）, Makoto Tahira, Masahiro Nomura, Yosihiro Sawada and Kosuke Kamo